# Brandenberg (Hürtgenwald)
Brandenberg is een plaats in de Duitse gemeente Hürtgenwald, deelstaat Noordrijn-Westfalen, en telt 615 inwoners (31 maart 2021).
Ook Brandenberg is in de Tweede Wereldoorlog, tijdens de Slag om het Hürtgenwald, in november 1944 geheel verwoest. Veel dorpelingen kwamen hierbij om het leven of raakten gewond. Na de oorlog is het dorp heropgebouwd.
Tussen Kleinhau en Brandenberg bestaat het 1800 m lange circuit Am Raffelsberg, waar de motorcrosssport kan worden beoefend.
Brandenberg ligt enkele kilometers ten zuidoosten van Kleinhau, waar het gemeentebestuur van Hürtgenwald zetelt, aan een weg zuidoostwaarts naar Nideggen.